# Miloš Obilić
Miloš Obilić (također i Miloš Kobilić ili Miloš Kopilović), junak je iz srpske epske poezije koji je, prema predaji, ubio osmanskog sultana Murata I. u Bitci na Kosovu polju, 1389. godine.
Ne postoje pouzdani znanstveni dokazi da je Miloš Obilić uopće postojao. Prvi spomen Miloša Obilića javio se nekoliko stoljeća nakon Kosovske bitke.